# ゲーム学科
ゲーム学科（ゲームがっか）は、コンピュータゲーム及びデジタルコンテンツに関する学問を教育研究すると共に人材を育成するために専門学校や大学などの高等教育機関に設置される学科の名称。
学校によっては「デジタルゲーム学科」、「ゲーム開発学科」などの学科名称で設置されることもあるが、マスメディアではこれら類似学科も含め「ゲーム学科」として報道されることがある。
ゲーム学科のある学校でも、プログラムを重視する学科（ゲームプログラミング科など）と、ゲームの企画制作を重視する学科（ゲーム総合科など）の2つに分かれている場合がある。

## 日本

### 大学
国内では大学でコンピュータゲームを教えることについての批判はあったが、2007年頃から続々と誕生した。すでに募集を停止した大学もあるが、全体として増加の傾向にある。
ゲーム学科を置く大学は、2003年にデジタルゲーム学科が大阪電気通信大学総合情報学部に、2010年にゲーム学科が東京工芸大学芸術学部に設置された。
ゲームについて学べるコースは下記のとおりである。教育カリキュラムの内容や取得できる学位はそれぞれ異なり、学位授与の条件にゲームに関する知識の習得が含まれていない大学もある。
- 東京工科大学メディア学部 インタラクティブメディアコース[4]
- 東京工芸大学 芸術学部 ゲーム学科[5]
- 東京国際工科専門職大学 工科学部・デジタルエンタテインメント学科（2020年4月開学）[6]
- 東京情報大学総合情報学部 環境情報学科ソフトウエア・ゲーム開発系
- 東北芸術工科大学 デザイン工学部 メディア・コンテンツデザイン学科（募集停止）
- 湘北短期大学 情報メディア学科
- 神奈川工科大学情報学部 情報メディア学科 ゲームコース[7]
- 大阪芸術大学 芸術学部　キャラクター造形学科
- 大阪電気通信大学総合情報学部　デジタルゲーム学科[8]
- 宝塚大学 東京メディア芸術学部 メディア芸術学科 ゲーム領域[9]
- 岡山理科大学 総合情報学部情報科学科 デジタルメディアコース[10]
- 倉敷芸術科学大学 芸術学部 メディア映像学科 ゲーム・Webデザインコース[11]

### 教育カリキュラムを持たない研究機関・グループ
- 立命館大学ゲーム研究センター (旧[ゲームアーカイブプロジェクト[12]])[13]
- NPO法人Educe Technologies Ludix Lab（ルディックス・ラボ）[14]
- 九州大学シリアスゲームプロジェクト（SGP）[15]

### 専門学校
専門学校には大学のような学位認定の仕組みはなく、職業訓練を実施する。2年制から4年制まで多くのカリキュラムが存在する。
- 専門学校札幌ビジュアルアーツ ゲームクリエイティブ学科
- 日本工学院北海道専門学校ゲームクリエイター科
- 吉田学園情報ビジネス専門学校
- 北海道情報専門学校 ゲームクリエイタ科
- 専門学校デジタルアーツ仙台
- 東北電子専門学校
- 東京工学院専門学校 ゲームクリエーター科
- ゲームアーティスツゼミナール ゲームグラフィック講座　ゲームプランニング講座
- 専門学校東京デザイナー学院 ゲームクリエイター科
- 専門学校デジタルアーツ東京
- 専門学校東京テクニカルカレッジ ゲームCG科
- 東京ネットウエイブ ゲームエンターテイメントビジネス科
- 日本デザイン専門学校 ゲームキャラクター学科
- 日本工学院専門学校 ゲームクリエイター科
- 日本工学院八王子専門学校 ゲームクリエイター科
- 日本電子専門学校 ゲーム制作科 ゲーム制作研究科 ゲーム企画科 ゲームCGデザイン科
- HAL (専門学校)
- 早稲田文理専門学校 ゲームクリエイター学科
- 横浜デジタルアーツ専門学校 ゲーム科
- 静岡産業技術専門学校 ゲームクリエイト科
- 沼津情報専門学校 ゲームクリエイト科
- 新潟コンピュータ専門学校 ゲームクリエーター科
- トライデントコンピュータ専門学校
- 名古屋工学院専門学校　ゲーム総合学科 ゲームサイエンス学科 ゲームCG学科 オンラインゲーム学科 ゲーム研究科
- 専門学校名古屋デザイナー学院  ゲーム・CG学科
- 名古屋情報メディア専門学校
- 京都コンピュータ学院 デジタルゲーム学系（ゲーム学科 ゲーム開発学科 ゲーム開発基礎科）
- ECCコンピュータ専門学校
- 大阪ゲーム専門学校（廃校） ゲーム学科
- 大阪情報コンピュータ専門学校 ゲーム学科
- トライデントコンピュータ専門学校大阪
- 神戸電子専門学校 ゲームソフト学科
- 麻生情報ビジネス専門学校
- 専門学校九州デザイナー学院 ゲームクリエイター学科

### その他
高等学校では北海道芸術高等学校、東京実業高等学校、大阪電気通信大学高等学校にゲームについて学べるコースが置かれている。
- 東京ゲームデザイナー学院
- バンタン電脳ゲーム学院
- 代々木アニメーション学院
- アミューズメントメディア総合学院
- 東京デジタルブレイン学院（募集停止中）

## 海外
2000年代前半のアメリカでも難色の声はあったが進められた。日本と同様に理系離れとして表現されるコンピュータ系分野での学生の減少が著しく、対応策としてゲーム開発を扱う学科への改組が行われた。
その結果、学部の4年制教育や修士の2年制教育だけでなく、博士課程そして博士号取得に至る体系的な教育プログラムが整備され、ゲーム産業および関連産業や学界において大きな役割を果たしている。
中国の大学ではゲーム関連学科が特に良好な就職実績を上げている。